# Schloss Vadstena

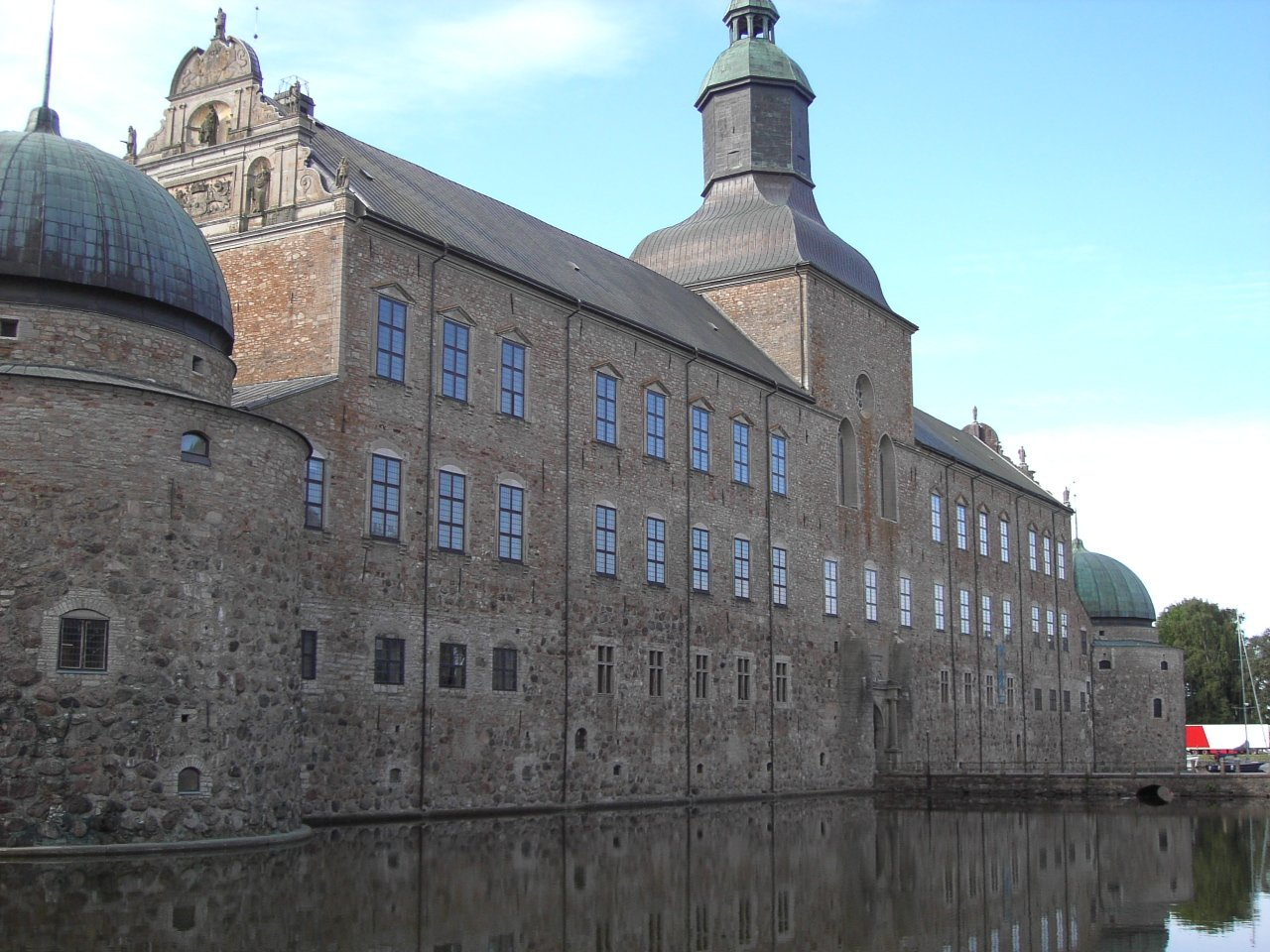
Blick auf die Hauptfassade

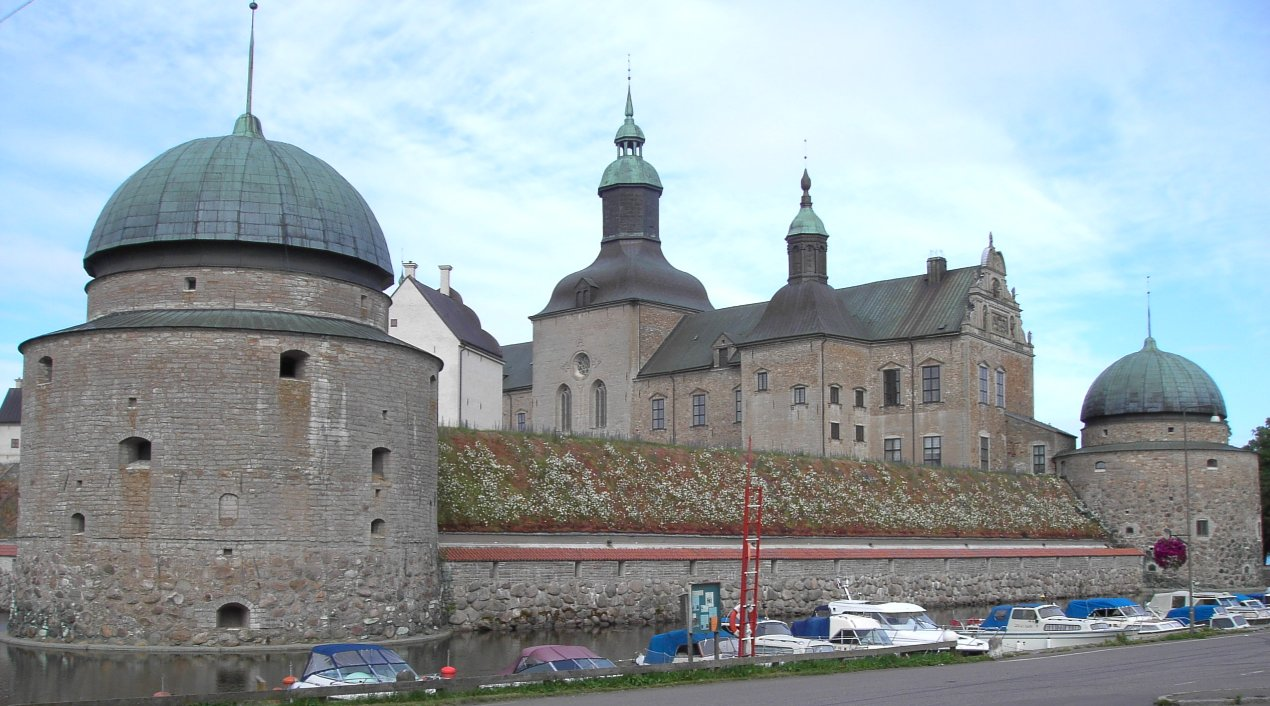
Schloss Vadstena von Westen gesehen

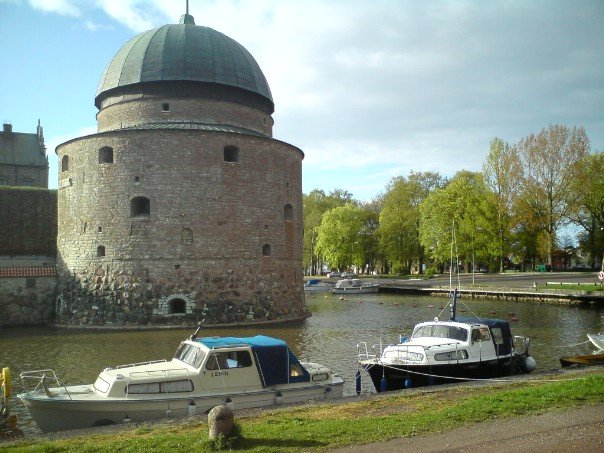
Schloss Vadstena 2009.

Schloss Vadstena ist eine schwedische Renaissanceburg aus dem 16. Jahrhundert. Schloss Vadstena liegt am See Vättern in der Stadt Vadstena in der schwedischen Provinz Östergötland.
Schloss Vadstena wurde im Auftrag von Gustav Wasa in den Jahren 1545–1620 erbaut. Es ist eine viereckige Festungsanlage, an deren einer Seite das dreigeschossige Hauptgebäude mit einem starken Mittelturm steht, während die drei anderen Seiten von Wällen gebildet wurden. In den Ecken befinden sich runde Eckbasteien, und die gesamte Anlage ist von einem wassergefüllten Wallgraben umgeben.
Die Burg wurde auch als königliche Residenz verwendet und unter Johan III. prachtvoll eingerichtet. Die Einrichtung wurde aber 1598 in einem Brand zerstört, und Anfang des 18. Jahrhunderts wurde Schloss Vadstena als königliche Burg aufgegeben. Danach wurde die Burg als Getreidemagazin und Fabrikgebäude verwendet.
1895 wurde der Christliche Studenten-Weltbund (WSCF) auf Schloss Vadstena gegründet.
1899 wurde ein Landesarchiv in das Schloss verlegt, das sich heute noch dort befindet, und im 20. Jahrhundert wurde das Schloss etappenweise restauriert. Seit 1935 ist es als Byggnadsminne registriert.
Schloss Vadstena zählt zu den am besten erhaltenen Wasaburgen (gemeinsam mit Schloss Gripsholm und Schloss Kalmar) und ist die „eigentliche“ Renaissanceburg Schwedens.

## Galeria

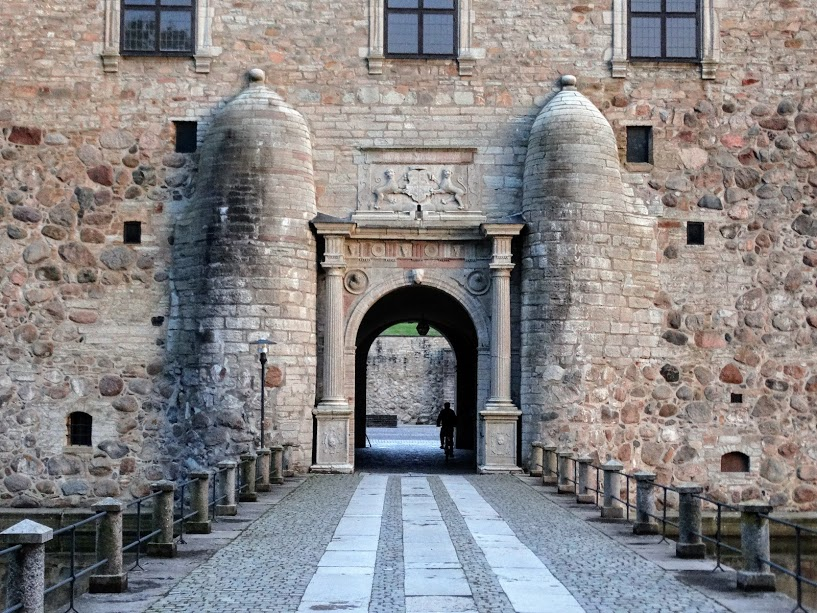
Haupttor
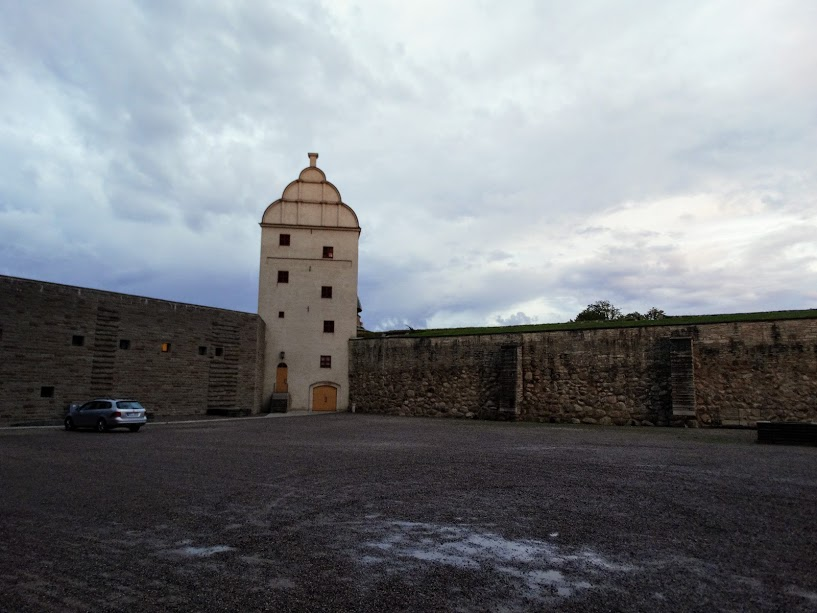
Der Turm
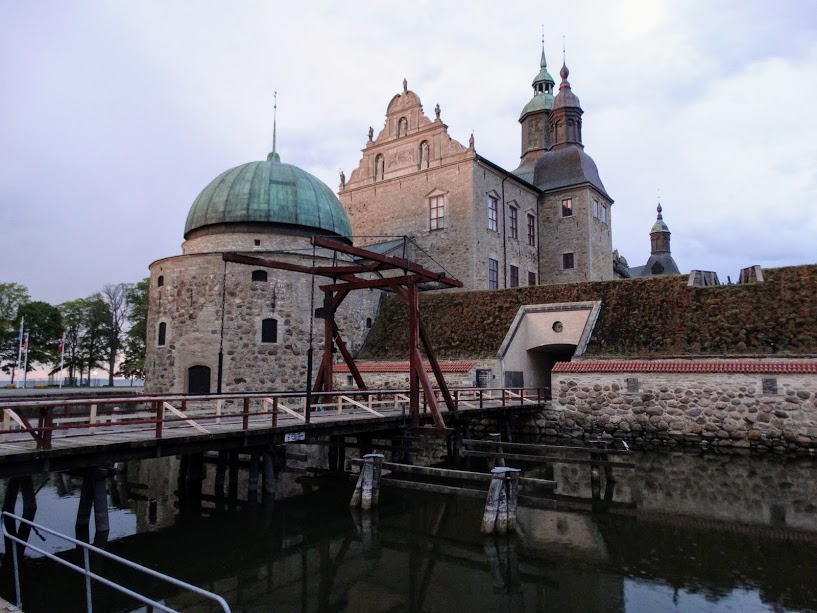
Die Klappbrucke
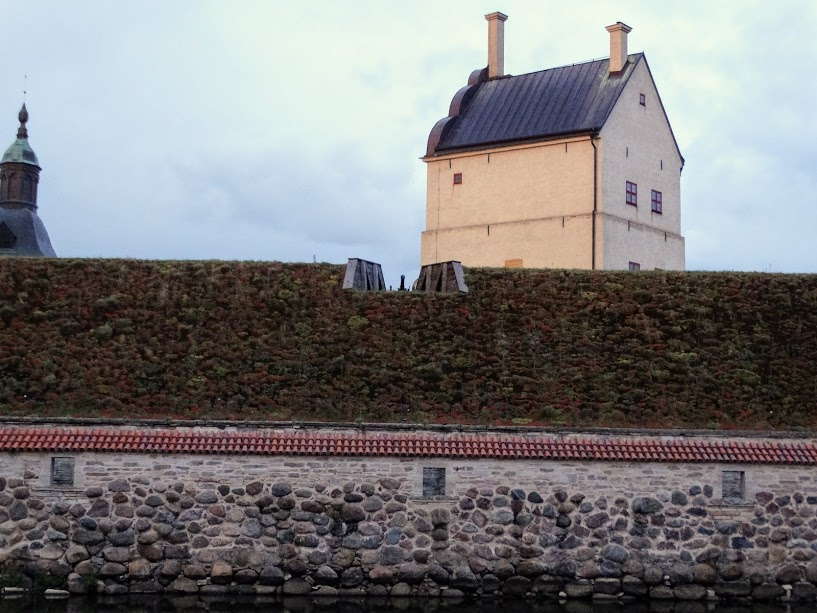
Die Kanone auf der Festungsmauer